# Tamoya
Tamoya é um género de águas-vivas em forma de cubo (Cubozoa) da família Carybdeidae.

## Espécies
- Tamoya gargantua Haeckel, 1880
- Tamoya haplonema F. Müller, 1859
- Tamoya ohboya Collins, Bentlage, Gillan, Lynn, Morandini, Marques, 2011